# Susan Ward
Michelle Susan Ward (* 15. April 1976 in Monroe, Louisiana) ist eine US-amerikanische Schauspielerin und ein Fotomodell.

## Leben
Ward arbeitete im Alter von 13 Jahren als Fotomodell. Sie spielte zuerst in Fernsehserien wie Swans Crossing, All My Children und – in einer größeren Rolle – Malibu Beach. Für ihre Rolle in der Fernsehserie Sunset Beach wurde sie 1999 für den Soap Opera Digest Award nominiert. Im Thriller Die eiskalte Clique (2000) spielte sie die Hauptrolle. In der Komödie Schwer verliebt (2001) spielte sie neben Gwyneth Paltrow, in der Komödie Would I Lie to You? (2002) übernahm sie eine der Hauptrollen genauso wie im Thriller Wild Things 2 (2004). Von 2009 bis 2011 war sie als Chloe Kmetko in der Dramaserie Make It or Break It zu sehen.
Ward ist seit 2005 mit dem Manager der Morgan Creek Studios, David C. Robinson, verheiratet.

## Filmografie (Auswahl)
- 1996: Malibu Beach (Fernsehserie, 10 Folgen)
- 1997–1999: Sunset Beach (Fernsehserie, 447 Folgen)
- 1997: Poison Ivy III – Sex, Lügen, Rache (Poison Ivy: The New Seduction)
- 2000: Die eiskalte Clique (The In Crowd)
- 2001: Schwer verliebt (Shallow Hal)
- 2002: Would I Lie to You?
- 2002: Friends (Fernsehserie, Folge 9x04)
- 2004: Wild Things 2
- 2005: CSI: Den Tätern auf der Spur (Fernsehserie, Folge 5x15)
- 2005: Cruel World
- 2005: Wild X-Mas (Just Friends)
- 2006: Dead and Deader – Die Invasion der Zombies (Dead and Deader, Fernsehfilm)
- 2006: Monk (Fernsehserie, Folge 5x01)
- 2007: Who’s Your Caddy?
- 2008: Toxic
- 2008: Jack Hunter und die Jagd nach dem verlorenen Schatz (Jack Hunter and the Lost Treasure of Ugarit, Fernsehfilm)
- 2008: Jack Hunter und die Suche nach dem Grab des Pharao (Jack Hunter and the Quest for Akhenaten's Tomb, Fernsehfilm)
- 2009: Jack Hunter und das Zepter des Lichts (Jack Hunter and the Star of Heaven, Fernsehfilm)
- 2009: Criminal Minds (Fernsehserie, Folge 4x20)
- 2009–2011: Make It or Break It (Fernsehserie, 40 Folgen)
- 2010: Order of Chaos
- 2010: Sexy Summer: Sommer, Sonne, heiße Girls (Sexy Summer – Costa Rican Summer)
- 2012: Major Crimes (Fernsehserie, Folge 1x02)